# Debrecziner

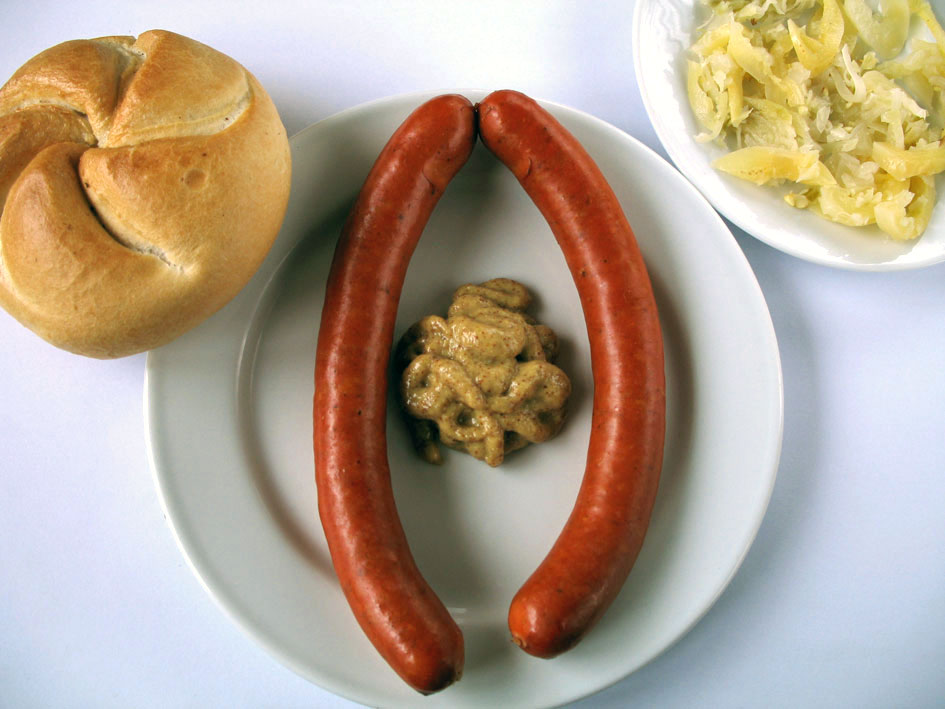
Salchicha Debrecziner servida en un plato con un panecillo y algo de mostaza.

Debrecziner, o más correctamente en español, debreceniana, es una salchicha especial originaria de la región cercana a la ciudad de Debrecen (Hungría). Es popular en los países que formaron el Imperio austrohúngaro, así como en la gastronomía de Baviera (Alemania). En Austria se suele escribir el nombre de esta salchicha Debreziner.
La debreceniana se elabora con carne ahumada de ternera y cerdo condimentada con pimentón dulce. Cuando se sirve forma parte del acompañamiento de muchos platos húngaros, debido en parte a su sabor ahumado, en algunos de ellos es el ingrediente protagonista, como por ejemplo: Debrecziner Goulasch. 

## Preparación
La preparación de la salchicha es muy simple. Se toman trozos de carne de cerdo y se asa ligeramente mientras se condimentan con pimentón dulce. Posteriormente se incluye todo en una tripa de oveja y se deja ahumar. Las salchichas originales de Hungría tienen un sabor ligeramente picante debido a la adición de chilis a la masa.

## Ingredientes
Carne de cerdo, tocino, agua, sal, especias, azúcar y saborizantes (a menudo también conservantes). Posee un valor energético de 312 kcal por cada 100 gramos.
- Datos: Q667953
- Multimedia: Debrecziner / Q667953